# Laiyuan
Laiyuan léase Lái-Yuán (en chino simplificado, 涞源县; pinyin, Láiyuán xiàn) es un condado bajo la administración directa de la ciudad-prefectura de Baoding. Se ubica en la provincia de Hebei, este de la República Popular China. Su área es de 2470 km² y su población total para 2010 fue más de 200 mil habitantes.

## Administración
El condado de Laiyuan se divide en 17 pueblos que se administran en 7 poblados y 10 villas.